# Planetário Hayden
O Planetário Hayden é um planetário público localizado em Manhattan, parte do Rose Center for Earth and Space do Museu Americano de História Natural, atualmente gerenciado pelo astrofísico Neil deGrasse Tyson.
Em 2000, o Planetário Hayden reabriu com um modelo do Sistema Solar com apenas oito planetas, excluindo Plutão, o que gerou muitas controvérsias.
Pode-se baixar gratuitamente no site da instituição um visualizador 3D para o atlas 3D do Universo gerado pelo projeto Sloan Digital Sky Survey também disponível no mesmo site.